# 深圳大学物理与光电工程学院
深圳大学物理与光电工程学院成立于2019年，前身为深圳大学物理与能源学院（成立于2006年），深圳大学光电工程学院（成立于2007年）和深圳大学电子科学与技术学院（成立于2006年）的光电相关部分。
此外，深圳大学物理与光电工程学院是深圳大学未来技术学院的牵头建设单位。

## 历史沿革

### 原物理与能源学院
- 1985年，深圳大学应用物理系成立。
- 1997年，应用物理系纳入理学院管理[2]。
- 2006年，原理学院应用物理系、核技术应用研究所和原师范学院物理教育系物理学专业重新组建物理科学与技术学院[3]。
- 2011年，获批核技术本科专业[4]。
- 2015年，12月，学院更名为物理与能源学院[5]。
- 2018年，6月，应用物理学本科专业停止招生。

### 原光电工程学院
- 1999年，9月，中国工程院院士牛憨笨带领科研团队组建深圳大学光电子学研究所[6][1]。
- 2003年，11月，光电子器件与系统实验室被批准为教育部重点实验室。
- 2006年，1月，深圳大学获得博士学位授予权，并成功申报光学工程一级学科博士点[7]。
- 2007年，深圳大学在光电子学研究所基础上创立光电工程学院[8]。
- 2012年，光学工程学科获评“广东省攀峰重点学科”[9]。
- 2013年，光电信息科学与工程、测控技术与仪器等2个本科专业率先进入广东省一本招生[10]。
- 2014年，光电信息科学与工程所有方向调入光电工程学院[11]。
- 2015年，光学工程学科入选广东省高水平大学重点建设学科[12]。
- 2017年，第四轮教育部学科评估中，光学工程学科获评B+，并列排名全国第九。
- 2018年，光源与照明专业移交至深圳技术大学，成为该校新材料与新能源学院的启动资源[13]。

### 物理与光电工程学院
- 2019年，1月，整合光电工程学院（除二维材料光电科技国际合作联合实验室、纳米光子学研究中心外）、物理与能源学院、电子科学与技术学院（光电相关部分）组建物理与光电工程学院[14]；11月，物理学成为深圳大学第七个进入ESI全球排名前1%的学科[15]。
- 2020年，9月，与中核集团签署战略合作协议，共建中国核能与安全高等研究院[16]。
- 2021年，6月，新增光电信息科学与工程卓越班招生，实行本研一体化培养[17]；10月，获批物理学一级学科博士点、电子信息专业学位博士点、能源动力专业学位硕士点[18][19]。
- 2022年，6月，新增物理学卓越班招生[20]。第五轮教育部学科评估中，光学工程学科获评B+。
- 2023年，11月，获批设立物理学博士后科研流动站[21]。
- 2024年，8月，由物理与光电工程学院牵头建设的未来技术学院开始招生，是广东省教育厅批准成立的首家广东省级未来技术学院[22]；9月，获批核科学与技术学术学位硕士点。
- 2025年，4月，获批智能感知工程本科专业[23]。

## 管理团队
| 管理团队   | 管理团队 |
| ---------- | -------- |
| 党委书记   | 林兵     |
| 常务副院长 | 刘丽炜   |
| 副院长     | 武红磊   |
| 副院长     | 罗景庭   |
| 副院长     | 文侨     |
| 党委副书记 | 龙晓丽   |
| 副院长     | 王吉浦   |

## 专业设置

原深圳大学光电工程学院院徽

| 学系                 | 本科专业                                                | 硕士专业                                                                                                | 博士专业                                      |
| -------------------- | ------------------------------------------------------- | --- | --------------------------------------------- |
| 光电信息科学与工程系 | 光电信息科学与工程 - 光电信息科学与工程 - 卓越班        | 光学工程（学术学位） 光电信息工程（专业学位）                                                           | 光学工程（学术学位） 光电信息工程（专业学位） |
| 测控技术与仪器系     | 智能感知工程                                            | 仪器仪表工程（专业学位）                                                                                | 光学工程（学术学位） 光电信息工程（专业学位） |
| 物理系               | 物理学 - 物理学 - 卓越班 - 师范                         | 物理学（学术学位）                                                                                      | 物理学（学术学位）                            |
| 核科学与技术系       | 核工程与核技术                                          | 核科学与技术（学术学位） 核能工程（专业学位）                                                           | 物理学（学术学位）                            |
| 未来技术学院         | 光电信息科学与工程 微电子科学与工程 自动化 智能感知工程 | 光学工程（学术学位） 电子科学与技术（学术学位） 控制科学与工程（学术学位） 计算机科学与技术（学术学位） |                                               |

## 知名学者
- 牛憨笨：中国工程院院士，深圳大学光电子学研究所、光电工程学院创院院长[1]。
- 于起峰：中国科学院院士，深圳大学智能光测图像研究院院长、特聘教授[24]。
- 李景镇：深圳大学光电子技术专业创办者之一，国家技术发明奖二等奖获得者[25]。
- 王义平：深圳大学讲席教授，国家杰出青年科学基金获得者，国家万人计划科技创新领军人才[26]。
- 屈军乐：深圳大学光电工程学院原院长、讲席教授，国家杰出青年科学基金获得者[27]。
- 李朝红：深圳大学讲席教授，国家杰出青年科学基金获得者。
- 刘丽炜：深圳大学物理与光电工程学院常务副院长、特聘教授，国家杰出青年科学基金获得者。

## 组织机构

### 教学机构
- 光电信息科学与工程系
- 物理系
- 测控技术与仪器系
- 核科学与技术系
- 基础物理部
- 物理光电实验教学中心
- 创新部

### 科研机构
- 核技术应用研究所
- 薄膜物理与应用研究所
- 计算凝聚态物理研究所
- 深圳大学呼气试验技术研究所
- 深圳大学-中国科学院等离子体物理研究所联合实验室
- 深圳市传感器技术重点实验室
- 深圳市高纯锗重点实验室
- 国家能源核电运营及寿命管理技术研发中心/核电运营安全技术联合实验室
- 深圳大学－中国科学院核能安全技术研究所/先进核能技术联合实验室
- 深圳光纤传感网技术工程实验室
- 光电子器件与系统教育部重点实验室/广东省光电子器件与系统重点实验室
- 广东省光纤传感技术粤港联合研究中心
- 广东省普通高校国际暨港澳台合作创新平台
- 深圳市激光工程重点实验室
- 深圳市生物医学光学微纳检测与成像重点实验室
- 深圳市物联网光子器件与传感系统重点实验室
- 深圳市光学材料飞秒激光制备技术工程实验室
- 深圳市LED热管理与故障分析评估中心
- 深圳市微纳光子信息技术重点实验室